# Reinhold Seeberg

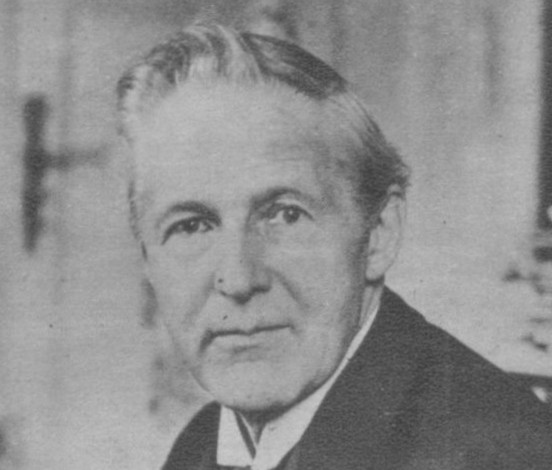
Reinhold Seeberg

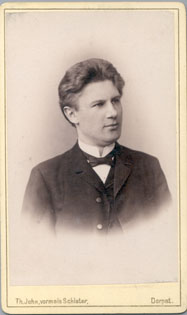
Reinhold Seeberg als Student

Reinhold Seeberg (* 24. Märzjul. / 5. April 1859greg. in Pörrafer (Livland); † 23. Oktober 1935 in Ahrenshoop) war ein deutscher evangelischer Theologe. 

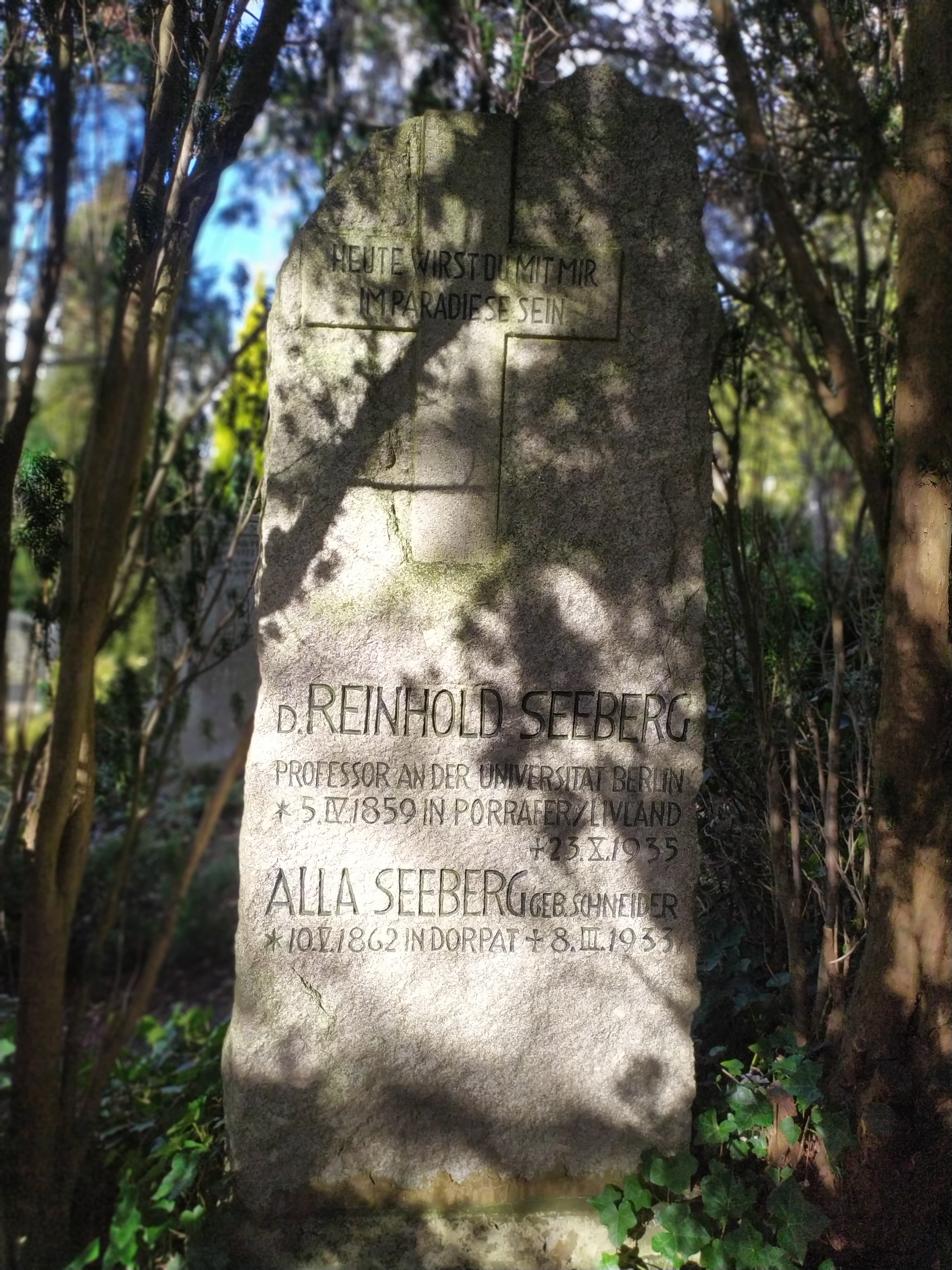
Grabstätte in Ahrenshoop

## Leben
Seeberg besuchte von 1870 bis 1878 das klassische Gymnasium in Reval und studierte ab 1878 Theologie an der Kaiserlichen Universität Dorpat, wo er wie zuvor schon sein Bruder Alfred Seeberg Mitglied des Corps Neobaltia war, ab 1883 in Berlin, Leipzig und Erlangen. In Erlangen wurde sein Denken maßgeblich von Franz Hermann Reinhold Frank geprägt. 1884 wurde er Privatdozent für systematische Theologie in Dorpat, 1884 Religionslehrer an der dortigen Stadttöchterschule. 1889 erhielt er die Ehrendoktorwürde der Theologischen Fakultät und erhielt einen Ruf als ordentlicher Professor für neutestamentliche Exegese und Kirchengeschichte, ab 1894 für Systematische Theologie an die Universität Erlangen. 1898 wechselte er als ordentlicher Professor für Systematische Theologie an die Universität Berlin, an der er bis 1927 lehrte. Hier war er auch Doktorvater Dietrich Bonhoeffers. 1900/01 und 1905/06 war er Dekan der Theologischen Fakultät. 1908 wurde er Präsident des kirchlich-sozialen Bundes. 1910 wurde er zum Geheimen Konsistorialrat ernannt. 1903 wurde er Ehrenmitglied des Berliner und 1922 des Dorpater Wingolf.
Während des Ersten Weltkrieges war Seeberg zur Abhaltung von Kursen für die Feldgeistlichen auf verschiedenen Kriegsschauplätzen eingesetzt. 1915 war er Initiator der Seeberg-Adresse, die als Kriegsziel einen Siegfrieden verlangte und die Unterschrift vieler deutscher Universitätsprofessoren erhielt. 1917 wurde er zum korrespondierenden Mitglied der Göttinger Akademie der Wissenschaften gewählt. Nach dem Krieg schloss er sich der Deutschnationalen Volkspartei (DNVP) an. 1918/1919 wurde er Rektor der Universität Berlin. Am 9. November 1918 wurde die Universität von einem sozialistischen Studentenrat für geschlossen erklärt und Rektor Seeberg und andere Professoren kurzzeitig festgesetzt. Als Rektor initiierte Seeberg u. a. das Gefallenendenkmal der Berliner Universität, dessen lateinische Inschrift Invictis victi victuri („Den Unbesiegten die Besiegten, die siegen werden“) eine kaum verhüllte Aufforderung zur Revanche für die deutsche Niederlage im Ersten Weltkrieg war. Als Rektor trug er auch dazu bei, dass die Universität dem jüdischen Mediziner Georg Friedrich Nicolai die venia legendi aberkannte. Nicolai hatte ab 1914 kriegskritische Schriften publiziert.
Als Präsident leitete er 1923 bis 1931 den Central-Ausschuss für Innere Mission der deutschen evangelischen Kirche. Er war Mitbegründer und erster Präsident des Internationalen Verbandes für Innere Mission und Diakonie. 1927 wurde er altersbedingt von seinen Amtspflichten entbunden, setzte aber seine Lehrtätigkeit an der Universität fort und gründete 1927 das Institut für Sozialethik und Innere Mission an der Universität Berlin.
Neben der theologischen Ehrendoktorwürde der Universität Dorpat erhielt er auch den Titel eines Dr. phil. h. c. der Universität Erlangen (1910), Dr. jur. h. c. der Universität Breslau (1911) und Dr. med. h. c. der Universität Halle (1919).
Reinhold Seeberg heiratete am 30. Dezember 1886 Amanda (Alla) Schneider. Sie hatten drei Kinder: Erich (geb. 1888) sowie die Zwillinge Maria und Martha (geb. 1889). Sein Bruder Alfred Seeberg (1863–1915) und sein Sohn Erich Seeberg (1888–1945) waren ebenfalls Theologen.
Reinhold Seeberg galt als Exponent der modern-positiven Richtung in der Theologie und Gegenspieler von Ernst Troeltsch und Adolf von Harnack. In seine radikale Modernitätskritik mischten sich zunehmend antiliberale Töne sowie ein rassentheoretisch begründeter Antisemitismus. Als erster akademischer Theologe griff er die These auf, Jesus sei ein Arier gewesen. Nachruhm hat er sich mit seiner Dogmengeschichte erworben, die im Kern auf einem Voluntarismus-Konzept in der Tradition von Augustinus und Duns Scotus basiert.

## Werke
- Zur Geschichte des Begriffs der Kirche, Mag.-Diss.
- Begriff der christlichen Kirche, 1885
- Brauchen wir ein neues Dogma?, 1892
- Die Apologie des Aristides untersucht und wiederhergestellt, 1893
- Lehrbuch der Dogmengeschichte, 4 Bände, 1895–1920
- Gewissen und Gewissensbildung, 1896
- Die Kirche und die soziale Frage, 1897
- Melanchthons Stellung in der Geschichte der Kirche und der Wissenschaft, 1897
- Die Bußlehre des Duns Scotus, 1898
- An der Schwelle des 20. Jahrhunderts, 1900
- Die Theologie des Duns Scotus, 1900
- Grundriß der Dogmengeschichte, 1901
- Die Grundwahrheiten der christlichen Religion, 1902
- Die Kirche Deutschlands im 19. Jahrhundert, 1903
- Luther und Luthertum in der neuesten katholischen Beleuchtung, 1904
- Das Abendmahl im Neuen Testament, 1905
- Die kirchlich-soziale Idee und die Aufgaben der Theologie in der Gegenwart, 1907
- Offenbarung und Inspiration, 1908
- Sinnlichkeit und Sittlichkeit, 1909
- Kirche, Gnadenmittel und Gnadengaben, 1910
- System der Ethik, 1911
- Nähe und Allgegenwart Gottes, 1911;
- Ursprung des Christusglaubens, 1914
- „Seeberg-Adresse“, 20. Juni 1915
- Was sollen wir denn tun?, 1915
- Geschichte, Krieg und Seele, 1916
- Volkserhaltung und Volksmehrung, Verlag von Karl Curtius, Berlin 1916.
- Ewiges Leben, 1920
- Christentum und Idealismus, 1921
- Zum Verständnis der gegenwärtigen Krisis in der europäischen Geisteskultur, 1923
- Christliche Dogmatik, 2 Bände 1924/1925
- mit Martin Faßbender und Wilhelm Kahl: Der Weg zur Volksgesundung : Reichstagskundgebung der Arbeitsgemeinschaft für Volksgesundung am 2. Mai 1926, Berlin, Arbeitsgemeinschaft für Volksgesundung, 1926
- Die Geschichte und Gott, 1928
- Ist christliche Sozialethik wissenschaftlich möglich?, 1930

## Nachweise
1. ↑   Wingolfsblätter 2015, S. 251: Gesamtverzeichnis des Wingolf Lichtenberg 1991
2. ↑  Holger Krahnke: Die Mitglieder der Akademie der Wissenschaften zu Göttingen 1751–2001 (= Abhandlungen der Akademie der Wissenschaften zu Göttingen, Philologisch-Historische Klasse. Folge 3, Bd. 246 = Abhandlungen der Akademie der Wissenschaften in Göttingen, Mathematisch-Physikalische Klasse. Folge 3, Bd. 50). Vandenhoeck & Ruprecht, Göttingen 2001, ISBN 3-525-82516-1, S. 222.
3. ↑  Reinhold Seeberg. Rektor der Friedrich-Wilhelms-Universität zu Berlin 1918/19. Abgerufen am 5. Juli 2017.
4. ↑  Norman Rönz: In Zeiten politischer Grabenkämpfe. Die Berliner Universität in der Weimarer Republik. In: Berliner Geschichte. Zeitschrift für Geschichte und Kultur. Mitteilungen des Vereins für die Geschichte Berlins e. V. 112. Jahrgang, Januar. Berlin 2016, ISBN 978-3-944594-42-2, S. 23–27.
5. ↑  siehe Bild Nr. 00109459 bpkBildagentur
6. ↑  Michael Grüttner u. a., Die Berliner Universität zwischen den Weltkriegen 1918–1945, Berlin 2012 (Geschichte der Universität Unter den Linden, Bd. 2), S. 51 ff. und 152 ff.
7. ↑  siehe auch deutsche-digitale-bibliothek.de
8. ↑  Artikel „Kultur II“ In: Gerhard Krause, Gerhard Müller (Hg.): Theologische Realenzyklopädie, Band 20, Walter de Gruyter, 1990, ISBN 3-11-012655-9, S. 197.
9. ↑  Martin Leutzsch: Der Mythos vom arischen Jesus (Abstract des Referats auf der Fachtagung „Theologie und Vergangenheitsbewältigung II. Französischer Katholizismus – deutscher Protestantismus 1930-1950“ vom 12. bis 14. Januar 2007).
10. ↑  Jan Rohls: Protestantische Theologie der Neuzeit: Das 20. Jahrhundert, Mohr Siebeck, 1997, ISBN 3-16-146644-6, S. 106.

| Personendaten    | Personendaten                    |
| ---------------- | -------------------------------- |
| NAME             | Seeberg, Reinhold                |
| KURZBESCHREIBUNG | deutscher evangelischer Theologe |
| GEBURTSDATUM     | 5. April 1859                    |
| GEBURTSORT       | Pörrafer                         |
| STERBEDATUM      | 23. Oktober 1935                 |
| STERBEORT        | Ahrenshoop                       |